# Gelukstraat
De Gelukstraat is een straat in de Waterwijk in Gent, van de Ottogracht tot de Oudevest. Deze straat ontstond aan het eind van de 13de eeuw, na de uitbreiding van Gent met het gebied tussen de Ottogracht (de oude noordelijke grens van Gent) en de Nieuwe Leie (gegraven tussen Krommewal en Nieuwbrugkaai).
De huizen met nummer 17-25 vormen samen met alle huizen met oneven nummers en de even nummers 2-26 in de Sint-Katelijnestraat en de huizen in de Goudstraat 8-12 een beschermd stadsgezicht.

## Beschrijving
De straat heet al sinds de 14de eeuw Ghelucstrate, maar de oorsprong van de naam is onbekend.
Het belangrijkste gebouw van de straat was eeuwen lang Den Oranjeboom, een herberg die al sinds de zeventiende eeuw ingesloten was door huizen, en die ten minste vanaf 1680 en tot minstens 1905 zo bekend was.
Al vóór 1495 bevond zich op het huidig nummer 20 een brauwerije ghenaempt D(en) Wielken. In 1509 was er op nr. 36 ’t Schuutkin (later 't Schip van Sinte Renuyt, en in de negentiende eeuw Cabaret St. Arnould). Rechtover de twee cafés aan de even kant was ook het huidige nummer 1 een café, In het Kamp, en op huidig nummer 45 bestond al sinds begin 18de eeuw jeneverschenkerij Den Aap.
Waar nu de nummers 28, 30 en 32 staan, lag van de zeventiende tot de negentiende eeuw een kruidentuin voor verschillende apothekers uit het stadscentrum.
In de achttiende eeuw was nummer 26 een choraalhuus van Sint-Jacobs; het werd bewoond door de zangmeester en een aantal koorknapen.
Nummer 15, eind negentiende eeuw verbouwd, werd recent gerestaureerd naar de zeventiende-eeuwse toestand.

## Opmerkelijke gebouwen
De huizen op nummers 4, 6, 13, 15, 17, 20, 26, 24, 30, 32, 34, 40, 42, 44 en het beluik waar vroeger den Oranjeboom stond (nrs. 33, 35, 37, 39) zijn vastgesteld bouwkundig erfgoed.